# هيلين غروس
هيلين غروس (بالإنجليزية: Helen Gross)‏ هي مغنية أمريكية، (ولدت في مانهاتن في الولايات المتحدة مايو 1896  م).

## وصلات خارجية
- هيلين غروس على موقع ميوزك برينز (الإنجليزية)
- هيلين غروس على موقع أول ميوزيك (الإنجليزية)
- هيلين غروس على موقع ديسكوغز (الإنجليزية)